# Štefan Straka
Štefan Straka (17. července 1898 Trenčianska Teplá – 25. ledna 1932 Bratislava) byl slovenský malíř věnující se zejména etnografickým tématům oblasti okolo Trenčianské Teplé.

## Život
Během první světové války bojoval na italské frontě, po válce studoval na akademii v Budapešti (1919), poté v letech 1920 až 1923 v Praze, nejprve na Vysoké škole uměleckoprůmyslové a poté na malířské akademii u prof. Vratislava Nechleby. V roce 1928 po delší dobu studijně pobýval v Paříži. Po studiích tvořil ve své rodné obci. Koncem ledna roku 1932 byl v Bratislavě sražen automobilem a následně podlehl svým zraněním a zemřel.
Ve studijních počátcích se zabýval krajinomalbou, po navrátu do Trenčianské Teplé tvořil již výhradně portréty (Dievča od Trenčína, Pozdravenie), skupinové kompozice a lidové žánrové výjevy (Štúdia k obecnej rade).

## Galerie

Poloakt, 1922?
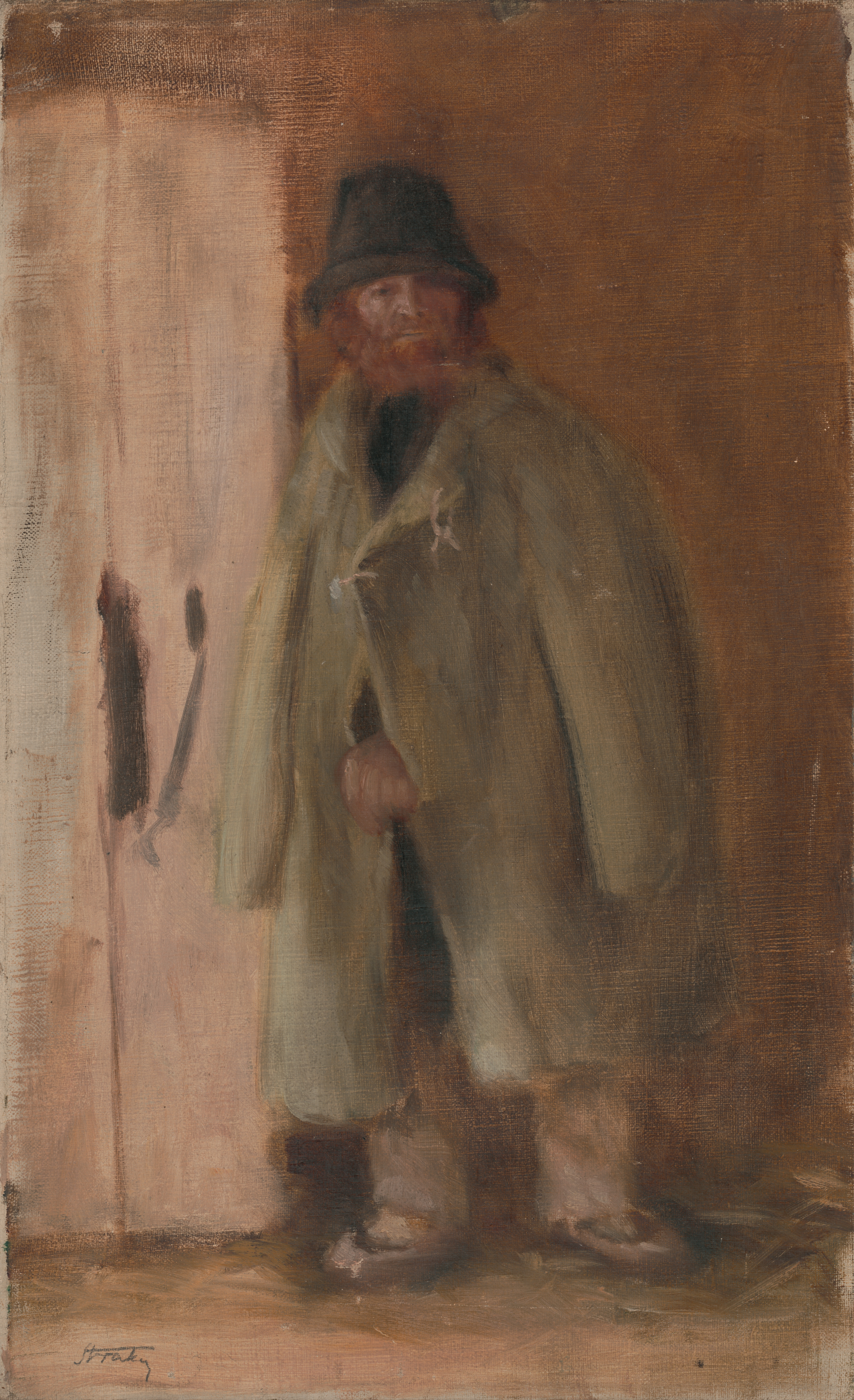
Žebrák, 1925
Pozdravenie, 1926–1929
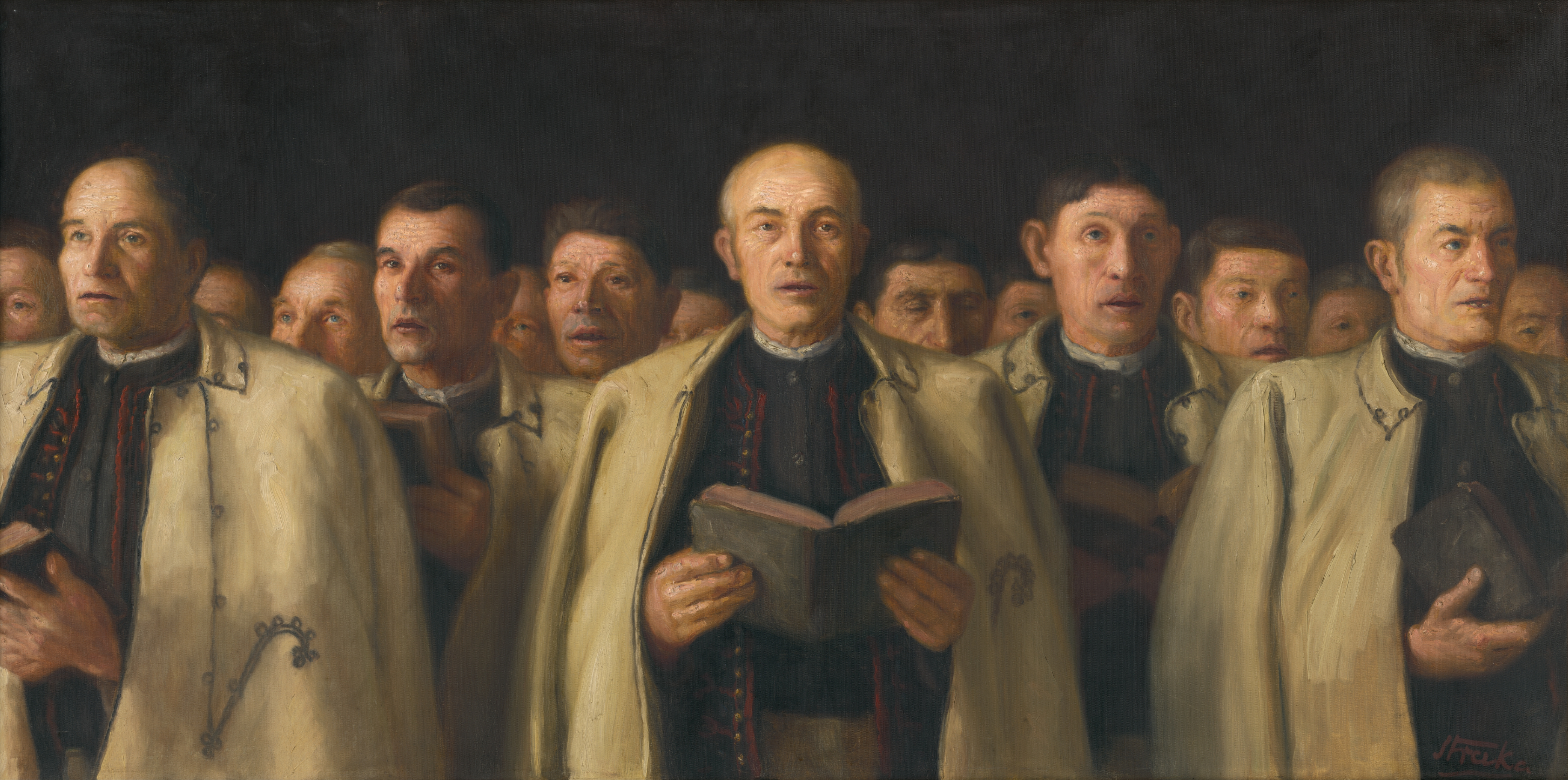
Ráč nás vyslyšať, Pane, 1930
Autoportrét